# Славяносербия
Славяносербия — в 1753—1764 годах — автономная область военно-земледельческих поселений сербов, молдаван, болгар и других поселенцев славянского и другого происхождения православного вероисповедания на южном берегу Северского Донца на территории Бахмутской провинции Воронежской губернии Российской империи (ныне — в основном часть территории Луганщины).

## История
Вслед за созданием Новой Сербии в 1751 году на территории нынешней Кировоградской области Украины в Российскую империю переселились, приняв российское подданство, гусарские полки Ивана Шевича и Райко Прерадовича (Де-Прерадовича), поселённые на южном берегу Северского Донца между речками Бахмутом (Бахмуткой) и Луганью и образовавшие на территории Бахмутской провинции Воронежской губернии особую автономную область Славяносербию, подчинённую непосредственно Сенату и Военной коллегии. В каждом полку было по 10 рот. Каждая рота образовывала шанец. Так был образован Серебрянский шанец, Крымский Брод, Подгорное, Нижнее и другие. Полк Прерадовича располагался на западе, в районе слияния Бахмутки и Донца, а Шевича — восточнее, гранича с Землёй Донских казаков. Кроме сербов, в полках служили греки, валахи, венгры, молдаване, болгары, турки и даже евреи, принявшие православие.
Генерал С. Пишевич, прибыв в 1754 году в Славяносербию, писал: «Земля, как обыкновенно, затверделая, дикая, и может быть, что от создания света необработанная, и лежала во все древние века без всякой пользы впусте и без народа;… в лесах дикие овощи, яблоков и груш много, а также на иных местах и дикой виноградной лозы отыскать можно».
Административным центром автономной области Славяносербии, общим с Новой Сербией, стал город Бахмут. Автономия просуществовала недолго. Уже в 1762 году было начато следствие по припискам в Новой Сербии и Славяносербии. В декабре 1763 года была проведена проверка Следственной комиссией, которая установила, что из сербов, числящихся по спискам 4 264 жителей Славяносербии, фактически оказалось в наличии только 1 264. В итоге при Екатерине II Славяносербия в составе части разделённой территории Бахмутской провинции Воронежской губернии вошла во вновь созданную Новороссийскую губернию. История Славяносербии достаточно подробно изложена на странице Бахмутский гусарский полк.

## Сёла Славяносербии
Поселения (шанцы) или роты, созданные и размещённые в Славяносербии:
1. Серебрянка (на реке Донце),
2. Красный Яр (на реке Донце),
3. Верхнее (на реке Донце),
4. Вергунка (на реке Донце),
5. Привольное (на реке Донце),
6. Крымское (на реке Донце),
7. Нижнее (на реке Донце),
8. Подгорное (ныне город Славяносербск, на реке Донце),
9. Жёлтое (на реке Донце),
10. Каменный Брод (на реке Лугань),
11. Черкаское (на реке Лугани),
12. Хорошее (на реке Лугани),
13. Калиновское (на реке Лугани),
14. Троицкое (на реке Лугани),
15. Луганское (на реке Лугани).

- Новая Сербия и Славяносербия в отношении к границам нынешних Кировоградской и Луганской областей.
- Славяносербия в отношении к границам нынешних Донецкой и Луганской областей.
- Славяносербия между Слобожанщиной и Запорожьем.